# Tax shelter voor audiovisuele werken en nieuwe podiumkunsten
De tax shelter voor audiovisuele werken en nieuwe podiumkunsten (artikel 194ter Wetboek Inkomstenbelasting 1992) is een maatregeling in de Belgische vennootschapsbelasting met als doel de productie van de in België geproduceerde films en podiumproducties te stimuleren. De introductie van deze maatregel gebeurde bij wet onder de regering-Verhofstadt I en werd voor het eerst toegepast in aanslagjaar 2004 en heeft sindsdien al verschillende wijzigingen ondergaan.
Een investering in een audiovisueel project gebeurt via een erkende productievennootschap of een erkende tussenpersoon. Onder een aantal bekende productievennootschappen die gebruikmaken van deze maatregel bevinden zich filmproductiehuis Corsan (failliet), Caviar en Eyeworks. Flanders Tax Shelter, maar ook ING (in samenwerking met externe partners) zijn enkele voorbeelden van ondernemingen die optreden als tussenpersoon.
Sinds aanslagjaar 2018 komen ook investeringen in nieuwe podiumproductie in aanmerking voor de belastingvrijstelling.

## Belastingvrijstelling
Een investering in een project die in aanmerking komt als audiovisueel werk of nieuwe podiumproductie levert een vrijstelling van 310% a rato van het geïnvesteerde bedrag. Het voordeel van de belastingvrijstelling is beperkt afhankelijk van de aard van de investering. Voor een investering in een audiovisueel werk kan een vrijstelling van de winst maximaal 22,5 miljoen euro bedragen. De vrijstelling bij de investering in een nieuwe podiumproductie kan daarentegen hoogstens 3,75 miljoen euro bedragen.
De procedure tot het bekomen van de definitieve vrijstelling kan opgedeeld worden in 2 fasen. De eerste fase bestaat uit het opnemen van een voorlopige belastingvrijstelling a rato van 310% van het geïnvesteerde bedrag, onder de vorm van een belastingvrije reserve, en dit na de ondertekening van de raamovereenkomst waarin de investering wordt overeengekomen. De vrijstelling dient zichtbaar weergegeven te worden op de passiefzijde van de balans en is onderhevig aan de onaantastbaarheidsvoorwaarde.
De tweede fase treedt in werking na de afronding van de productie. Hierbij vervalt de onaantastbaarheidsvoorwaarde en kan de belastingvrije reserve vrij worden aangewend om opnieuw te reserveren of om uit te keren.
In de literatuur spreekt men van een indirecte voordeel van 5,369 % van het geïnvesteerde bedrag.

## In aanmerking komende werken
De producties die in aanmerking willen komen om te dienen als investering voor het bekomen van een belastingvrijstelling moeten eerst erkend worden door het betrokken gewest of de betrokken gemeenschap. In het Brussel Hoofdstedelijk Gewest is het de taak van de bevoegde federale overheidsinstelling om de erkenning te doen. 
Audiovisuele werkenDeze vorm van werken kunnen bestaan uit langspeelfilms, maar ook kortspeelfilm of films die zijn opgedeeld in afleveringen zoals bij een kortlopende serie het geval is. Ook animaties komen in aanmerking als audiovisueel werk. In geen geval kunnen films die dienen voor de commercialiseren van een productie of dienst, dat bij reclame het geval is, in aanmerking komen als investering.
Nieuwe podiumproductiesDeze vorm van producties werd nog maar sinds de laatste wetswijziging opgenomen. De nadruk ligt op het vernieuwende, maar dit houdt niet in dat het podiumwerk volledig nieuw moet zijn. Wanneer er sprake is van een herinterpretatie van een bepaalde aspecten van een bestaande podiumproductie, zoals de vernieuwing van het script, de scenografie of choreografie dan kan deze productie eveneens in aanmerking komen als een in aanmerking komend werk.
Productie- en exploitatie-uitgavenEen van de voorwaarde waartoe moet worden voldaan alvorens er sprake kan zijn een definitieve vrijstelling is dat de uitgaven die gedaan werden in functie van het audiovisueel werk of nieuwe podiumproductie voor 70% rechtstreeks verband houden met de productie en/of exploitatie. Daarnaast moeten de uitgaven die zijn opgenomen in het productiebudget eveneens uitsluitend dienen in functie van het in aanmerking komend werk.

## Kritiek van Europa
De eerdere versie van de wet die de tax shelter voor audiovisuele werken en nieuwe podiumkunsten lag de focus eerder op de productie in België. Hierop heeft België kritiek gekregen van Europa aangezien hierdoor het vrijverkeer van goederen en dienst in het gedrag komt. Om te voldoen aan de eisen van Europa heeft België bij de wetswijziging de aanvulling gemaakt dat de uitgaven moeten gebeuren binnen de Europese Economische Ruimte (EER).